# 영계백숙
영계백숙은 한국 요리이다. 태어난지 얼마 안 된 병아리보다 조금 큰 영계를 사용하여 만드며, 내장을 버리고, 닭털을 뽑아 삶아 만드는 요리이다.

## 같이 보기
- 삼계탕